# Karmapa-controverse
|                     |  |                      |
| Trinley Thaye Dorje |  | Orgyen Trinley Dorje |

De karmapa-controverse heeft betrekking op de controverse in het Tibetaans boeddhisme in de erkenning van twee incarnaties na het overlijden van de zestiende gyalwa karmapa, voor de geestelijke lamatitel van zeventiende gyalwa karmapa.

## Kandidaten
Er zijn twee monniken aangewezen als zeventiende karmapa:
- Trinley Thaye Dorje (6 mei 1983)
- Orgyen Trinley Dorje (26 juni 1985)

## Relatie met eerdere conflicten
De verwoestende invallen van de gurkha's in Tibet in 1788 en 1791 werden destijds door de regering van historisch Tibet in belangrijke mate geweten aan het handelen van de tiende shamarpa Mipam Chödrub Gyatso (1742-1793). Deze shamarpa kreeg daarom een verbod tot reïncarnatie. Dit verbod is pas opgeheven in 1965, tijdens de periode van de veertiende dalai lama. De huidige veertiende shamarpa Mipam Chökyi Lodrö zet het conflict in een context waarin de gelug ook nu nog streeft naar overheersing van alle andere tradities en die van de karma kagyü in het bijzonder.